# Zeki Amdouni
Mohamed Zeki Amdouni (* 4. prosince 2000 Ženeva) je švýcarský profesionální fotbalista s tureckými kořeny, který hraje na pozici útočníka či ofensivního záložníka za anglický klub Burnley FC a za švýcarský národní tým.

## Klubová kariéra

### Étoile Carouge
Amdouni působil v akademiích Servette, FC Meyrin a Étoile Carouge. V roce 2017 debutoval ve čtvrté nejvyšší švýcarské fotbalové lize v dresu Étoile Carouge. Dohromady v dresu západošvýcarského klubu odehrál během dvou sezón 45 ligových utkání, v nichž vstřelil 20 branek.

### Stade Lausanne Ouchy
V létě 2019 se přesunul do druholigového Stade Lausanne Ouchy. Amdouni se rychle stal jedním z nejdůležitějších hráčů týmu a po dvou sezónách, ve kterých skončil tým na 7. a následně 3. příčce, přestoupil do nejvyšší soutěže. Dohromady si na své konto připsal 60 utkání, 15 branek a 5 asistencí.

### Lausanne-Sport
Dne 9. června 2021 přestoupil do FC Lausanne-Sport. Svůj debut si odbyl 24. července 2021 v utkání švýcarské Superligy proti FC St. Gallen (prohra 2:1). Na konci sezony 2021/22 Lausanne-Sport sestoupil, ale Amdouni byl s 12 góly nejlepším střelcem týmu a stal se předmětem přestupových spekulací.

#### Basilej (hostování)
Dne 24. června 2022 odešel Amdouni na roční hostování s opcí do Basileje, vyhlédl si jej samotný trenér Alexander Frei. Svůj debut si Amdouni odbyl 16. července 2022 v utkání proti Winterthuru. O pět dní později se poprvé objevil také v evropských pohárech, a to když nastoupil do utkání druhého předkola Evropské konferenční ligy proti severoirskému týmu Crusaders FC.
Basilej skončila ve skupinové fázi Konferenční ligy na druhém místě a postoupila do vyřazovací fáze. Právě zde Amdoumi ukázal svůj střelecký talent, když v osmi zápasech vstřelil sedm branek a pomohl Basileji k postupu až do semifinále, kde však švýcarský celek podlehl po prodloužení italské Fiorentině. Díky těmto sedmi gólům se Amdouni stal společně s Arthurem Cabralem z Fiorentiny nejlepším střelcem soutěže. Během jedné sezóny odehrál Amdouni za Basilej celkem 58 zápasů, ve kterých vstřelil 25 gólů.

### Burnley
Dne 19. července 2023 přestoupil Amdouni do nově postoupivšího klubu anglické Premier League Burnley za částku okolo 19 milionů euro.

## Reprezentační kariéra
Amdouni se narodil ve Švýcarsku tureckému otci a tuniské matce. V mládežnických kategoriích reprezentoval Turecko i Švýcarsko.
V červnu 2022 byl poprvé povolán do švýcarské reprezentace na zápasy Ligy národů UEFA. Debutoval 27. září 2022 v zápase proti České republice. Svůj první reprezentační gól vstřelil proti Bělorusku při výhře 5:0 v kvalifikačním zápase na mistrovství Evropy 2024.